# 朝木ちひろ
朝木 ちひろ（あさき ちひろ、1990年2月18日 - ）は、日本の女優。東京都出身。
ABP inc.所属。身長：160cm、スリーサイズ：B78cm,W59cm,H81cm、シューズ：23.5cm。

## 来歴

### 経歴
- 大学卒業後、一度就職。あるとき、テレビ局のホームページで「ボランティアのエキストラ募集」のページを見つけ、興味を持ち参加をすると、はまってしまい毎週行くようになった。これをきっかけに芝居を本格的に学んでみたいと思ったという[2]。
- 2015年、小劇場、ワークショップ等で舞台経験を積み、芸能事務所に所属し役者デビュー。
- 2019年3月6日、水曜日のダウンタウンの「自分の楽屋であってもキス現場目撃したらとりあえず謝っちゃう説」というコーナーで、三四郎の小宮浩信の楽屋でキスをする菅谷きくというマネージャー役で出演。放送後、ネット上でも話題となりTwitterのフォロワーも急増した[3]。
- 2020年、ミスid2020でフェアプレー賞 ／ VoCE賞受賞。

## 人物

### 趣味・特技
趣味はスキー、旅行。特技は体が柔らかい、ブラインドタッチ。
好きなアーティストはYUKI、JUDY AND MARY。

### エピソード
水曜日のダウンタウンへ出演後、コンフィデンスマンJPで共演した小手伸也が自身のTwitterにて朝木についてツイートしている。

## 出演

### テレビドラマ
- 「女はそれを許さない」（2015年、TBS）
- 「まっしろ」（2015年、TBS）
- 「贖罪の奏鳴曲」（2015年、WOWOW 連続ドラマW）
- 「ゴーストライター」（2015年、CX系）
- 「コンフィデンスマンJP」（2018年、CX系）第1話・4話・8話
- 「家政夫のミタゾノ」（2018年、EX系）第6話
- 「高嶺と花」（2019年、FOD）
- 「Heaven? 〜ご苦楽レストラン〜」 （2019年、TBS）第3話 - 山田ファミリー妹 恵麻 役
- 「孤独のグルメ」Season8 第2話（2019年10月12日、テレビ東京)  - カップル客・女 役
- 「時効警察はじめました」（2019年、テレビ朝日）第3話
- WEBドラマ「ハッピーメール〜Love Story〜」＃3 特別な人 主演（2019年）
- WEBドラマ「告ったり、フラレたり 〜チャンスをくれた先輩、ありがとう〜」主演（2019年）
- 「私たちはどうかしている」（2020年、NTV系）第4話
- 「ナイルパーチの女子会」（2020年、BSテレ東）
- 「警視庁・捜査一課長」season6（2022年、テレビ朝日）最終話 - 遠藤真理 役
- 「silent」（2022年、フジテレビ）第3話
- 好きなオトコと別れたい 第2話・最終回（2024年4月11日・6月20日、テレビ東京）[5]
- 買われた男 第9話（2024年6月13日、テレビ大阪） - KIRAMEKIの客 役

### 映画
- 「イニシエーション・ラブ」（2015年、監督：堤幸彦）
- 「駅までの道をおしえて」（2015年、監督：橋本直樹）
- 「帰ってきたー文字拳」（2019年、監督：中元雄） - オーサコチヒロ 役
- 「コンフィデンスマンJP -ロマンス編-」子猫ちゃん 役（2019年、監督：田中亮）
- 「はらわたマン」（2019年、監督：中元雄）
- 「アポトーシス」春日 役（2020年、監督：橋本根大）
- 「サイキッカーZ」（2021年、監督：木場明義）第3弾 - マルコ 役
- 「階段の先には踊り場がある」港 役（2022年、監督:木村聡志）
- 「恐解釈 桃太郎」ユキ・コックリ役（2023年、監督：鳴瀬聖人）[6]

### 舞台
- 『問題のない私たち』作：牛田麻希・木村文（2015年、シアターサンモール） - 松下桃花 役
- 『へなちょこヴィーナス』作：高橋いさを・小田玲奈（2016年、中目黒キンケロ・シアター） - トモ子 役
- 『女ヒエラルキー底辺少女』作：鈴木詩子（2016年、新宿シアターモリエール） - 久辺聡子 役
- 『問題のない私たち』作：牛田麻希・木村 文（2016年、シアターグリーン BIG TREE THEATER） - 松下桃花 役
- 『ピカイチ殺人事件5 ～探偵バトルロワイアル～』脚本・演出：池上カイト（2016年、早稲田小劇場どらま館） - 水沢七菜 役
- 『映像都市・チネチッタ』作：鄭義信／演出：森岡利行（2016年、中野スタジオあくとれ） - 千里 役
- 『The Night of Christmouse ～クリスマウスの夜～』企画・演出：山本和夫（2016年、ワーサルシアター）
- 『SAKURA』脚本：藤森一朗（2017年、Air studio） - 田上春 役
- 『蜘蛛の巣 ～SPIDER’S WEB～』作：アガサ・クリスティー（2017年、Air studio） - 主演：クラリサ 役
- 『リーゼント総理』脚本：IKKAN（2017年、上野ストアハウス） - 倉敷絵里・他8役
- 『火の風にのって』原案：藤森一朗／脚本・演出：栗本有美子（2017年、Air studio） - 磯辺昌子 役
- 『こと ～築地寿司物語～ 続編』脚本監修：柏原寛司（2018年、築地本願寺ブディストホール） - はまの 役
- 平成時代劇 片肌☆倶利伽羅紋紋一座「ざ☆くりもん」 2019年新春三館同時本公演『六道追分』/『浮世行脚』/『夫婦明暮』（2019年、シアターグリーン BIG TREE THEATER / BOX in BOX THEATER / BASE THEATER） - 宿屋・女中 役[7]
- 『学園探偵 薔薇戦士』脚本：高梨由 （2020年） - 主演
- Uzume 第7回公演『誰かも知らない。』（2022年、シアター・アルファ東京） - 井上飛鳥 役[8]

### TV
- TX「出没！アド街ック天国 ～春の江の島編～」（2015年）
- NTV「あのニュースで得する人損する人」（2015年）
- NHK Eテレ「NHK高校講座｜ベーシック国語」（2017年）
- スカパー「トレンドリサーチャーR」（2018年）
- EX「お願い!ランキング」（2018年）
- TBS「有田哲平の夢なら醒めないで」再現VTR（2018年）
- TBS「中居正広の金曜日のスマイルたちへ」再現VTR（2018年）
- 中京テレビ「マミーがゾッ婚！〜親が推す　最高の相手〜」（2018年）
- TX「こんな事でモメてます」再現VTR（2018年）
- NTV「行列のできる法律相談所」再現VTR（2018年）
- NTV「幸せ!ボンビーガール」再現VTR（2018年）
- TBS「爆報! THE フライデー」再現VTR（2018年）
- TBS「水曜日のダウンタウン」♯166 キスドッキリネタ（2018年）
- TBS「今夜解禁!ザ・因縁」再現VTR（2018年）
- TBS「人生イロイロ超会議」再現VTR（2019年）
- CX「芸能人が本気で考えた!ドッキリGP」仕掛け人（2019年）
- NTV「ぐるぐるナインティナイン」再現VTR（2020年）
- MBS「教えてもらう前と後」再現VTR（2020年）
- TXアニメ「それだけがネック」空恵役（2020年）
- TBS「爆報! THE フライデー」再現VTR（2020年）
- NTV「踊る!さんま御殿!!」（2020年）
- NTV「上田晋也の日本メダル話」（2020年）
- CX「芸能人が本気で考えた!ドッキリGP」仕掛け人（2020年）

### Web
- ユーキャン（2018年）
- Pancy 広告（2018年）
- KBF ECモデル（2019年）

### 広告
- UQ WiMAX インフォマーシャル（2015年）
- MERRELL 秋冬ポスター（2017年）
- カラダハッピー「社長の夢枕」広告（2017年）
- 東武鉄道「浅草東武ビジョン 浅草散策篇」広告（2018年）
- DHC「新コラーゲン篇」（2018年）
- ユーキャン（2018年）
- CM「サイボウズ キントーン〜重くなったヒョウケイさん〜篇」（2021年）
- CM「空飛ぶスーパードライ」（2022年）

### 雑誌
- 日経ヘルス（LION タイアップ）〈日経BP〉（2015年）
- イメチェン100 ヘアカタログ（表紙）〈女性モード社〉（2016年）
- デジタルカメラマガジン〈インプレスブックス〉（2019年）
- MONOQLO 5月号〈晋遊舎〉（2021年）
- さくらたび<東京都交通局・東京都営交通協力会>（2021年 -）

### PV
- ヘルタースケルター「哀燦々」（2018年）
- さめざめ「一生あたし女の子宣言」（2019年）
- insomnia girl「月9」（2020年）